# Renzi Towers
Las Torres Renzi fueron un proyecto de un complejo de torres que se hubiese localizado en la ciudad de Las Vegas, Nevada. Kobi Karp diseñó los edificios, que tendrían 63 pisos. Si hubiesen convertido en los edificios más alto de la ciudad de Las Vegas y tendrían 1 011 unidades residenciales.